# Böhmenkirch
Böhmenkirch település Németországban, azon belül Baden-Württembergben. Lakosainak száma 5692 fő (2023. december 31.).

## Népesség
A település népessége az elmúlt években az alábbi módon változott:
| Lakosok száma | 4488 | 5519 | 5527 | 5595 | 5649 | 5692 |
|               | 1975 | 2017 | 2019 | 2021 | 2022 | 2023 |